# Elena Herraiz
Elena Herraiz Medina, née à Guadalajara le 11 novembre 1992, également connue sous le pseudonyme de Linguriosa, est une professeure de castillan, linguiste et animatrice de télévision espagnole,.
Depuis 2024, elle présente Cifras y letras (es), l'équivalent espagnol de l'émission Des chiffres et des lettres,.

## Biographie
Dans sa jeunesse, elle s'inscrit à l'université de Valladolid pour des études de langues et traductions spécialisées dans en anglais et en allemand. Elle obtient ensuite une maîtrise (es) afin de devenir professeure d'espagnol en seconde langue (es) à l'Université d'Alcalá de Henares. Elle travaille ensuite à Berlin où elle enseigne l'espagnol aux enfants et aux adultes pendant cinq ans.
Elle utilise les réseaux sociaux pour rendre accessible l'étude de la langue. Depuis 2019, elle publie sur la chaîne YouTube Linguriosa, où elle partage des méthodes ludiques et éducatives pour lever des doutes sur l'apprentissage de l'espagnol en ce concentrant sur l'histoire de la langue et l'étymologie. Ce programme a pour but d'enseigner la grammaire à ceux qui apprennent l'espagnol,.
En 2024, elle commence à présenter le jeu télévisé Cifras y letras sur La 2 en tant qu'experte en lettres.

## Liens
- (es) Site officiel
- Ressource relative à la recherche :   - Dialnet
- Ressource relative à l'audiovisuel :   - IMDb